# Amadora Este (metrostation)
Ámadora Este is een metrostation aan de Blauwe lijn van de Metro van Lissabon. Het is het eindstation van de Blauwe lijn. Het station is geopend op 15 mei 2004. Het is gelegen aan de Rotunda dos Salgados (Amadora).